# Germán Valdés
Germán Cipriano Teodoro Gómez Valdés y Castillo (Ciudad de México, 19 de septiembre de 1915-Ciudad de México, 29 de junio de 1973), conocido como Tin-Tan, fue un actor, cantante y comediante mexicano.

## Biografía y carrera

### Primeros años
Germán Cipriano Teodoro Gómez Valdés y Castillo nació el 19 de septiembre de 1915 en Ciudad de México. Su padre, que era del resguardo aduanal, fue enviado al puerto de Veracruz, donde pasó los siguientes dos años de su vida. Posteriormente, se mudó a Ciudad Juárez, Chihuahua, donde vivió los primeros años de su niñez y entró a trabajar en la radiodifusora local XEJ.

### Incursión artística
La carrera cinematográfica de Valdés fue una completa sorpresa para todos. Trabajaba como barrendero en la estación XEJ de Ciudad Juárez cuando decidió imitar a los locutores de radio por diversión. Sin saberlo, el locutor había dejado el micrófono encendido. Su ingenio y humor le valieron el reconocimiento y rápidamente fue ascendido a locutor principal de radio. Fue en estas circunstancias que el ventrílocuo Paco Miller lo contactó para actuar en películas, lo que dio inicio a su carrera.
En 1943, Miller lo unió a su compañía en México, y posteriormente lo bautizó como Tin-Tan, lanzándolo al estrellato. En 1945, se estrenó la película El hijo desobediente, en la que debutó como actor.
En los años sesenta, probó suerte en el doblaje dando voz al oso Baloo y al gato Thomas O'Malley en el doblaje al español latino de las películas animadas de Disney, The Jungle Book (1967) y The Aristocats (1970).
Valdés fue el tema del documental de 2005, Ni Muy Muy... Ni Tan Tan... Simplemente Tin Tan, de Manuel Márquez y Carlos Valdés, hijo del comediante.

## Enfermedad y muerte
Valdés padeció de hepatitis controlada durante varios años. El 29 de junio de 1973, falleció a los 57 años de edad en Ciudad de México, a causa de un coma hepático. Germán murió sin tener conocimiento de la gravedad del deterioro en su salud, ya que su esposa Rosalía, a quien se le había informado en octubre de 1972 que al actor solo le quedaban ocho meses de vida, decidió no decírselo para que pudiera disfrutar de sus últimos días con tranquilidad. Su cuerpo fue enterrado en la parcela de la Asociación Nacional de Actores (ANDA) del Panteón Jardín, ubicado en la misma ciudad.

## Legado
Debido a su vestuario característico de pachuco en varias de sus películas, Tin-Tan como mejor se le conoce a Valdés, es una figura característica de esa contracultura, además de llegar a ser bautizado y conocido como «El Elvis Presley de los Pachucos» debido a su ayuda popularizándolos en México y ser un pionero dentro del baile, algo esencial que un pachuco debe de saber realizar.
Existen algunas estatuas erigidas en honor a Valdés siendo representado con su personaje «Tin-Tan» que se ubican en Ciudad de México, Ciudad Juárez, y Acapulco. Su hija, Rosalía Valdés, escribió y lanzó un libro titulado La Historia inédita de Tin Tan, en el cual se habla sobre su vida artística y personal.
En el video de la canción «Así es la vida», del grupo Elefante, aparecen fragmentos de películas realizadas por Valdés con su personaje «Tin-Tan». La banda Maldita Vecindad, se basó en Valdés para escribir la canción «Pachuco», titulada de esta manera en honor a él.
En 2002, se lanzó un disco recopilatorio con las canciones más representativas de Valdés junto a su compañero musical, Marcelo Chávez.
A finales de 2005, el grupo mexicano Maldita Vecindad sacó a la venta un álbum en homenaje a Valdés titulado Viva Tin-Tan.
En 2010, se realizó el documental póstumo y biográfico sobre su vida titulado Tin-Tan (2010) dirigido por Francesco Taboada Tabone.

## Filmografía

### Cine

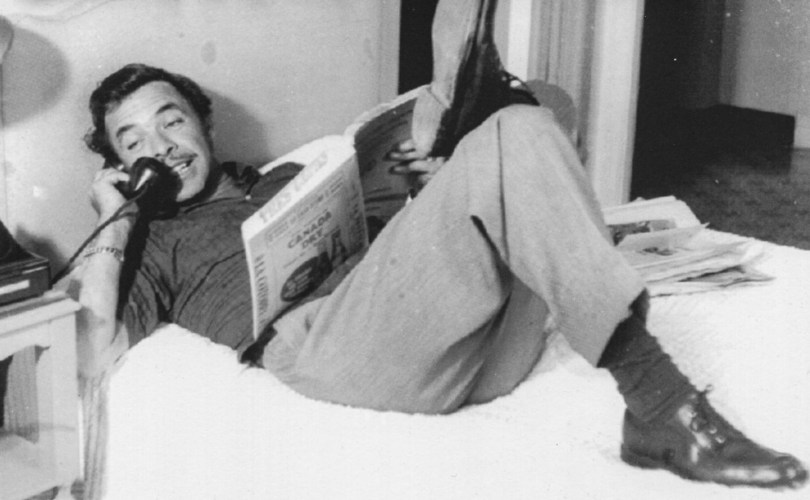
Fotografiado en 1953.

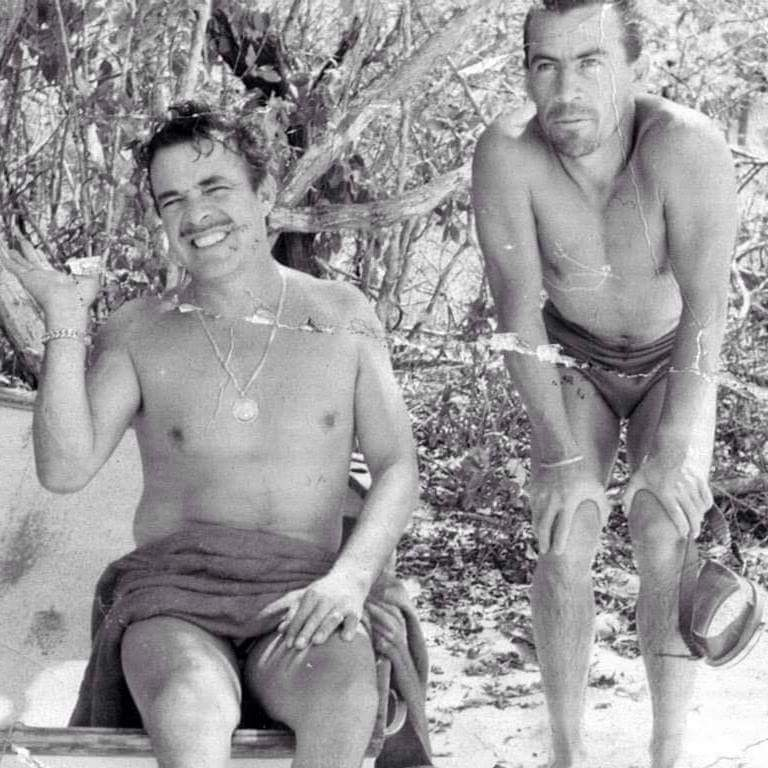
Junto a su hermano Antonio, c. 1960.

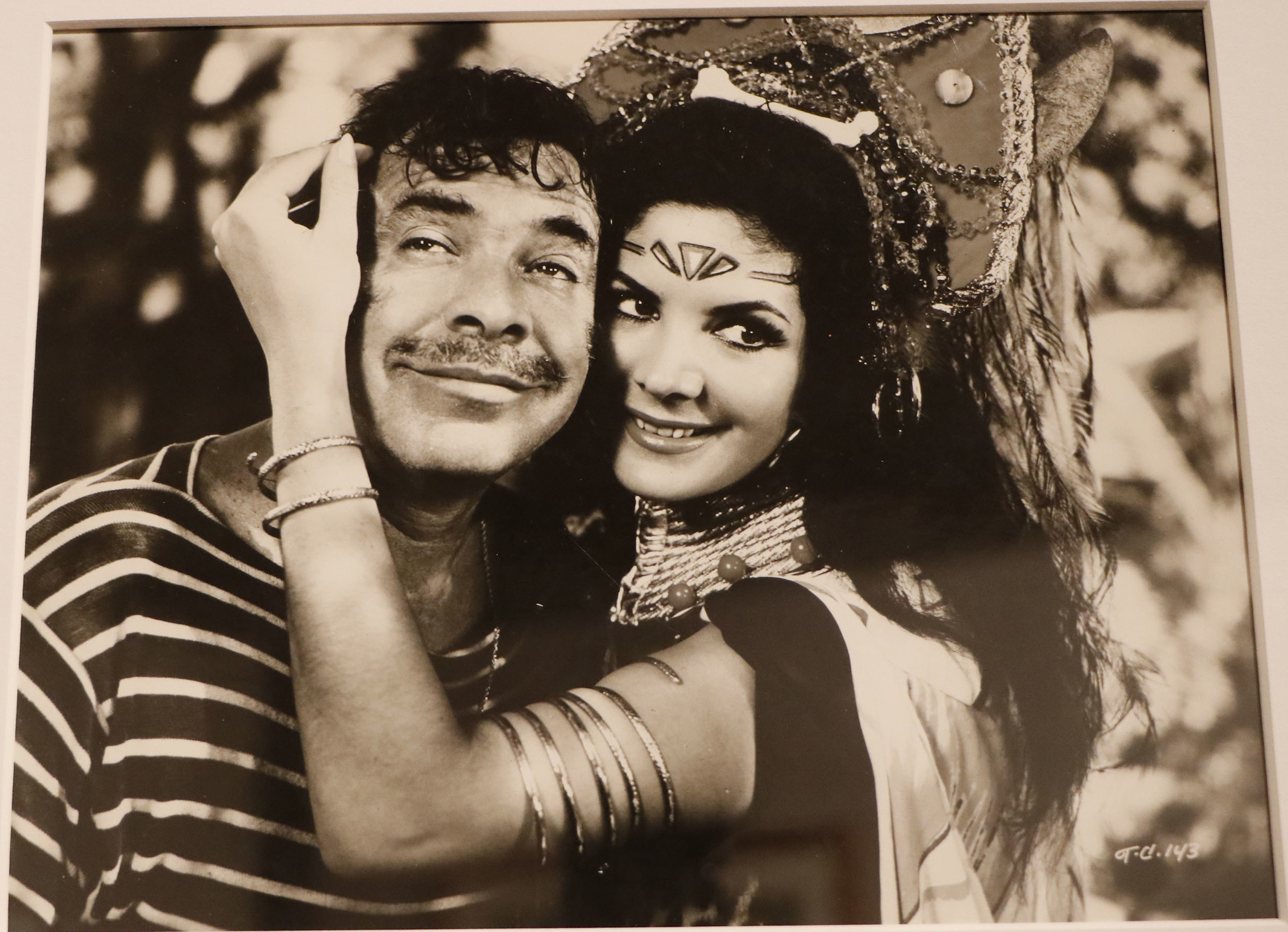
Con Elvira Quintana en Tintansón CruZoe (1965).

- El capitán Mantarraya (1973).... Capitán Mantarraya
- Noche de muerte (1972).... Germán
- La mafia amarilla (1972).... Germán
- La disputa (1972).... Lorenzo Rocadura
- Acapulco 12-22 (1971).... Pirata, limpiabotas
- Chanoc contra las tarántulas (1971).... Tsekub Baloyán
- Chanoc contra el tigre y el vampiro (1971).... Tsekub Baloyán
- El increíble profesor Zovek (1971).... Chalo
- Los cacos (Once al asalto) (1971).... El Muerto
- ¡En estas camas nadie duerme! (1971).... Salame
- Caín, Abel y el otro (1971).... Óscar Latorre
- Chanoc en las garras de las fieras (1970).... Tsekub Baloyán
- Trampa para una niña (1969).... Merolico
- El quelite (1969).... Próculo
- El ogro (1969).... Sabás
- Duelo en El Dorado (1969).... Barrera
- Seis días para morir (1966).... José
- Gregorio y su ángel (1966).... Carlos
- El ángel y yo (1966).... Rito
- Detectives o ladrones..? (1966).... Harry
- Loco por ellas (1965)
- Especialista en chamacas (1965).... Don Guille
- Tintansón Crusoe (1965).... Tin-Tan Cruz
- Puerto Rico en carnaval (1965)
- Los fantasmas burlones (1965).... Cyril Ludovico Churchill
- Face of the Screaming Werewolf (1964)
- Tin Tan, el hombre mono (1963).... Tin-Tan «El Hombre Mono»
- El tesoro del rey Salomón (1963).... Tin-Tan «El Hombre Mono»
- Fuerte, audaz y valiente (1963)
- ¡En peligro de muerte! (1962).... Marshall Nylon
- Pilotos de la muerte (1962).... Octano Pérez
- ¡Viva Chihuahua! (1961).... Germán Terrazas «El Chihuahua»
- ¡Suicídate, mi amor! (1961).... Raúl González
- El duende y yo (1961).... Modesto Fauno
- Locura de terror (1960).... Pacífico Otero
- El violetero (1960).... Lorenzo Miguel Arroyo «El Violetero»
- Variedades de medianoche (1960).... Germán Gómez «El Trompas»
- El fantasma de la opereta (1959).... Aldo o Valdovino Valdés
- Una estrella y dos estrellados (1959).... Tin-Tan
- La casa del terror (1959).... Casimiro
- El pandillero (1959).... Pepe Álvarez del Monte
- Tin Tan y las modelos (Escuela de modelos) (1959).... Alonso Marcos Chimalpopoca
- La tijera de oro (1958).... Emilio Campos
- Ferias de México (1958).... Tin-Tan
- Escuela de verano (1958).... Casimiro Buenavista y Manduriano
- Vagabundo y millonario (1958).... Antonio García/Andrés Aguilar
- Tres lecciones de amor (1958).... Profesor Germán Valadez/Casanova/Nerón
- El cofre del pirata (1958).... Germán de las Altas Torres y Pérez
- Música de siempre (1958).... Tin-Tan
- Vivir del cuento (1958).... Cristóforo Pérez «Chóforo»
- Dos fantasmas y una muchacha (1958).... Germán Pérez
- Las mil y una noches (1958).... Ben Akih/Selim/Yamaní/Nuredín Valdés
- Paso a la juventud (1957).... Casimiro Rosado
- Viaje a la Luna (1957).... Nicolás Pérez
- Rebelde sin casa (1957).... Teodoro Silva
- El que con niños se acuesta (1957).... Chon o Encarnación Bernal de González y de la Martínez
- La odalisca n.º 13 (1957).... Tintín
- Locos peligrosos (1957).... Federico
- Refifí entre las mujeres (1956).... Refifí
- Las aventuras de Pito Pérez (1956).... Pito Pérez
- Los tres mosqueteros y medio (1956).... D'Artagnan
- Escuela para suegras (1956).... Tin-Tan
- El teatro del crimen (1956).... Tin-Tan
- El gato sin botas (1956).... Agustín Tancredo «El Gato»/Don Victorio, coronel
- El campeón ciclista (1956).... Cleto García
- El médico de las locas (1955).... Apolonio Borrego
- El vividor (1955).... Atilano Valdés
- ¡Lo que le pasó a Sansón! (1955).... Tin-Tan/Sansón
- Los líos de Barba Azul (1954).... Ricardo Martínez
- El sultán descalzo (1954).... Sultán Casquillo
- El hombre inquieto (1954).... Germán Valdés/Abel Caim
- El vizconde de Montecristo (1954).... Inocencio Dantés/Vizconde de Montecristo
- Reportaje (1953).... Tin-Tan
- Tin Tan en La Habana (El mariachi desconocido) (1953).... Agustín/Kiko Guanabacoa
- Dios los cría (1953).... Tin-Tan
- El vagabundo (1953).... La Chiva
- Me traes de un ala (1952).... Tin-Tan
- La isla de las mujeres (1952).... Tin-Tan/Totí
- Chucho el remendado (1952).... Valentín Gaytán/Aniceto Ugartechea «Cheto», ladrón fantasma.
- El Ceniciento (1952).... Valentín Gaytán «El Ceniciento»
- El bello durmiente (1951).... Triki Tran
- Las locuras de Tin-Tan (1951).... Tin-Tan
- Mi campeón (1951).... Tin-Tan
- ¡Mátenme porque me muero! (1951).... Tin-Tan
- El revoltoso (1951).... Tin-Tan
- Cuando las mujeres mandan (1950).... Tin-Tan
- También de dolor se canta (1950).... Tin-Tan
- ¡Ay amor, cómo me has puesto! (1950).... Tin-Tan
- Simbad el mareado (1950).... Simbad
- La marca del Zorrillo (1950).... Vizconde Martín de Texmelucan/Tin «El Zorrillo»
- Dos personajes fabulosos (1949).... Tin-Tan
- El rey del barrio (1949).... Tin-Tan
- ¡No me defiendas, compadre! (1949).... Tin-Tan
- Soy charro de levita (1949).... Tin-Tan
- ¡Ay qué bonitas piernas! (Calabacitas Tiernas) (1948).... Tin-Tan
- Músico, poeta y loco (1947).... Tin-Tan
- El niño perdido (1947).... Agustín o Tincito Peón Torre y Rey
- Hay muertos que no hacen ruido (1946).... Tin-Tan/Inocente Santos
- Con la música por dentro (1946).... Tin-Tan/Diego
- El hijo desobediente (1945).... Tin-Tan
- Song of Mexico (Canción de México) (1945).... Tin-Tan
- Hotel de verano (1943).... Tin-Tan
- El que la traga, la paga (1943).... La Chiva

### Doblaje
- La Leyenda de Sleepy Hollow y El Señor Sapo - Narrador, Ichabod Crane, Fornido hueso (La leyenda de Sleepy Hollow) (1949)
- El libro de la selva - Baloo (1967)
- Los aristogatos - Thomas O'Malley (1970)